# Nederlandse nationaal heren vuistbalteam
Het Nederlandse nationaal heren vuistbalteam is een team van mannelijke vuistbalspelers dat Nederland vertegenwoordigt in internationale wedstrijden bij de European Fistball Association en de International Fistball Association. Het team wordt ook wel "Oranje" genoemd, naar de kleur van het shirt, waarmee weer wordt verwezen naar de Nederlandse koninklijke familie Oranje-Nassau.
Het team werd opgericht op 6 januari 2018 in Bennekom. Door bemiddeling van de EFA (European Fistball Association) kwamen twee ervaren coaches uit Duitsland aan: Jochen Jansen en Guido Wennmacher, van de Duitse vuistbalclub TuS Oberbruch. Beiden hadden samen een paar jaar eerder de vuistbal in België opgericht.

## Internationaal
In 2018 nam het Nederlandse nationale team in Duitsland in Adelmannsfelden voor het eerst deel aan het EK.
De eerste deelname aan een WK is 2019 in Zwitserland in Winterthur.
De eerste interlanden in vuistbal op Nederlandse bodem vond plaats op 17 januari 2019 in de sporthal van de DVO in Bennekom. De wedstrijd eindigde met een overwinning op tegenstander België.

### WK's
2019 in  SUI

### EK's
2018 in  GER: 10. plaats (van 10)

## Selectie
Bondscoaches: Jochen Jansen / Guido Wennmacher / Stephan Henstra
Spelers: Titus van Warmerdam, Nikky Swinkels, Thijs de Noij, Niek van Maurik, Jurian de Vos, Stefan Fiechter, Marijn Rekers, Bart van Roekel, Joost de Leeuw den Bouter, Bas Benthem, Thomas Rekers
Laatste update: 30 juli 2019

## Weblinks
Vuistbal-Nederland.nl